# 托比亞斯·帕高尼克
托比亞斯·帕高尼克（德語：Tobias Pachonik；1995年1月4日—）是一位德國足球運動員。在場上的位置是右後衛。他現在效力於德國足球甲級聯賽球隊紐倫堡04足球俱樂部。他也代表德國各級國青隊參賽。